# 馬込文士村

大森駅前にある『馬込文士村の住人』のレリーフ。

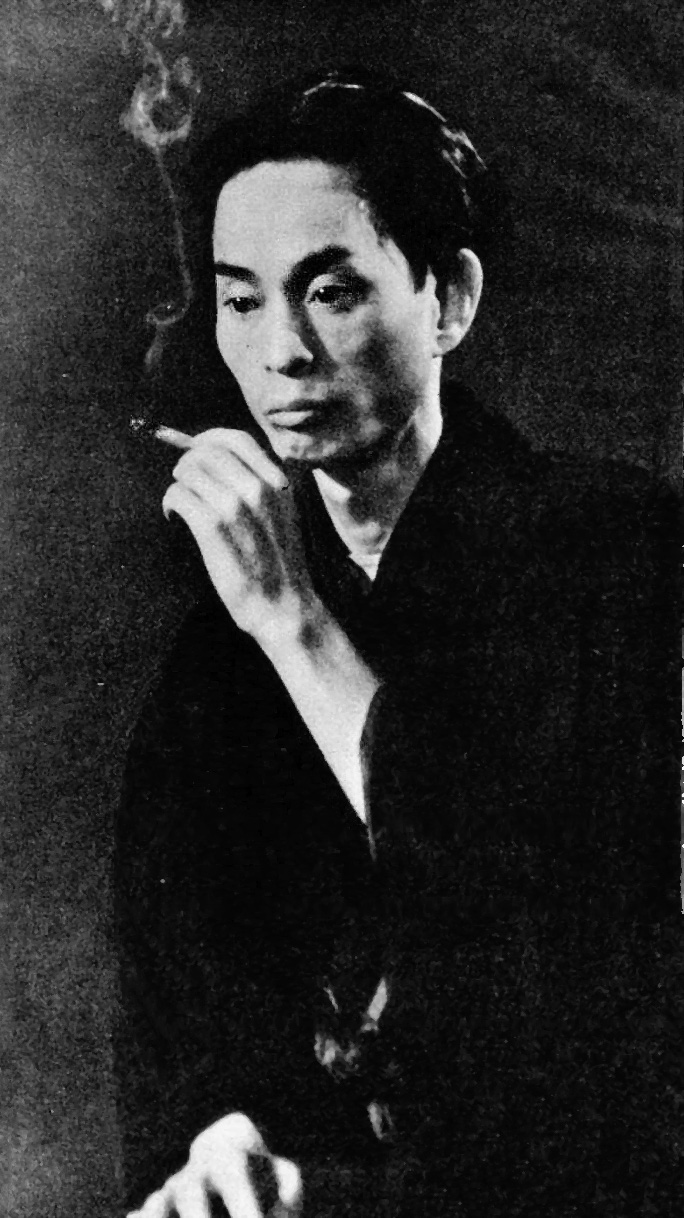
川端康成

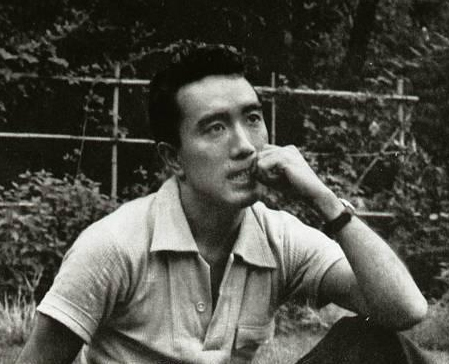
三島由紀夫

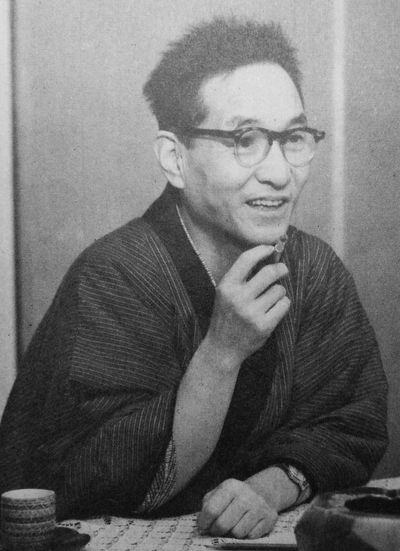
尾崎士郎

馬込文士村（まごめぶんしむら）は、大正後期から昭和初期（1920年代 - 1930年代）にかけて、東京府荏原郡馬込村を中心に多くの文士が暮らしていた地域の呼称である。現在の東京都大田区の山王、馬込（北馬込・南馬込）、中央の一帯となる。関東大震災後に移り住んでくる文化人が増え、100人にも達した。

## 歴史
馬込文士村の舞台となる馬込村（現在の北馬込、南馬込などの馬込地区一帯）および入新井（）村（現在の山王、中央付近）は江戸時代までは農村地帯であった。この農村地帯に最初に変化を与えたのが、1876年に開業した東海道線（京浜東北線）大森駅である。これにより現在の山王一帯は東京近郊の別荘地として開発されるようになり、文化人の往来も見られるようになった。当時の大森は射的場や東京湾岸に海水浴場があり、外国人の鉄道技術者らが住むモダンな街であった。
明治時代の終わり頃になると、まず芸術家や詩人達が山王一帯に住むようになり、馬込文士村の原型を作ったと見る事ができる。主なメンバーは日夏耿之介、小林古径、川端龍子、伊東深水、片山広子、真野紀太郎、長谷川潔らがおり、大正時代に入ると彼らは「大森丘の会」と称した会合を当地にあった「望翠楼ホテル」で頻繁に行っていた。この会合は各芸術家などの連帯感を強め、それぞれの作品に影響を与えたものと言われている。この望翠楼ホテルは1912年に建てられ、定宿にしていた堀口大学の残した文章により、横浜市から神奈川県庁を大森へ移築したことが判明している。      
1923年（大正12年)になると後に馬込文士村の中心的な存在となった尾崎士郎が馬込に引っ越してくる。尾崎士郎は当地が気に入り、知り合いの文士達にしきりに当地に引っ越してくるように勧誘していたと言われている。川端康成もその一人であった。
これに拍車をかけたのが同年に起きた関東大震災で、東京市内は壊滅的な被害に見舞われた。家を失った人が徐々に郊外に移ってきて、東京近郊であった馬込など馬込文士村周辺も農村から住宅地へと徐々に変貌していくようになる。またこの頃は近辺に目黒蒲田電鉄により現在の東急目蒲線も開通するようになり、これらにより馬込地域の人口は大正末期から昭和初期頃にかけて劇的に増加した。
そのような背景や尾崎士郎や萩原朔太郎などの誘いもあって、多くの文士達が大正末期頃から徐々に馬込一帯に移り住んでくるようになった。そして大正末期頃から昭和初め頃にかけていわゆる「馬込文士村」が形成されたとされている。特に中心人物であった尾崎士郎の住居は「馬込放送局」とまで言われた。
文士達の交流はとても密で、酒や麻雀、ダンス、文学談義などを共にしたと言われている。長谷川潔は当地で同人誌『仮面』を主宰し、堀口大学らが参加していた。
この頃は尾崎士郎をはじめ、今井達雄、川端康成、衣巻省三、榊山潤、藤浦洸、間宮茂輔、広津和郎、宇野千代、佐多稲子、吉屋信子、村岡花子、萩原朔太郎、室生犀星、三好達治らがいる。宇野や村岡ら複数（5人）の女性作家が同時期に近隣で暮らして交流したのは世界的に見ても早く、移住してきた歌人の片山広子を村岡が追ってきたのがきっかけとなった。
このように多彩な顔ぶれで、彼らの文学作品などにも大きな影響を与えた。メンバーも売出し中の作家や既にある程度の評価を得ていた作家など様々で、後に名声を得た文士もいる。ただし、野村裕『馬込文士村の作家たち』などでも指摘されている通り、この時代の作家達の生活はある程度名前が売れていても経済的には苦しかったという認識が現在では一般的である。馬込文士村の作家達も例外ではなく、多くの若手文士が馬込に移住したのも「家賃が手頃だった」という理由も一因との指摘も多い。この時代が馬込文士村の最盛期と見る向きもある。
この馬込文士村の賑わいは、尾崎士郎が馬込を一時的に去った1930年（昭和5年）頃まで続いた。
これ以降は馬込の地を離れた文士もいた一方で、移住人気は落ち着いたが当地にそのまま住居を構えた人物も多く、交流は続いた。そのような交流は第二次世界大戦前まで続いた。この時期に新たに文士村に入った人物は稲垣足穂、小島政二郎、佐藤惣之助、竹村俊郎などがいる。馬込文士村と呼ばれる文士達の特筆すべき交流はおおよそ大戦勃発までで終わったものとされている。
ちなみに中心的な存在であった尾崎士郎は再び馬込の地に戻り、当地で生涯を終えた。このように馬込の地にそのまま定住し、馬込で生涯を終えた文士も多い。
21世紀においては、地元自治体や馬込文士村継承会が、馬込文士村の研究・顕彰を行なっている。

## 年表
大正後期
- 馬込は田畑が広がる東京郊外であった。当初は多くの画家等が暮らしていたが、徐々に文士が移り始めてきた。
- 関東大震災後、更に多くの文士が移り住み、文士たちの交流が盛んになる。

昭和初期
- この頃から馬込一帯も田畑から宅地への転換が始まる。
- 1928年（昭和3年）馬込村が町制施行して馬込町となる。
- 1932年（昭和7年）馬込町が東京市に編入される。
- これ以降、徐々に文士たちの作品が認められるようになる。

## 主な文士・芸術家

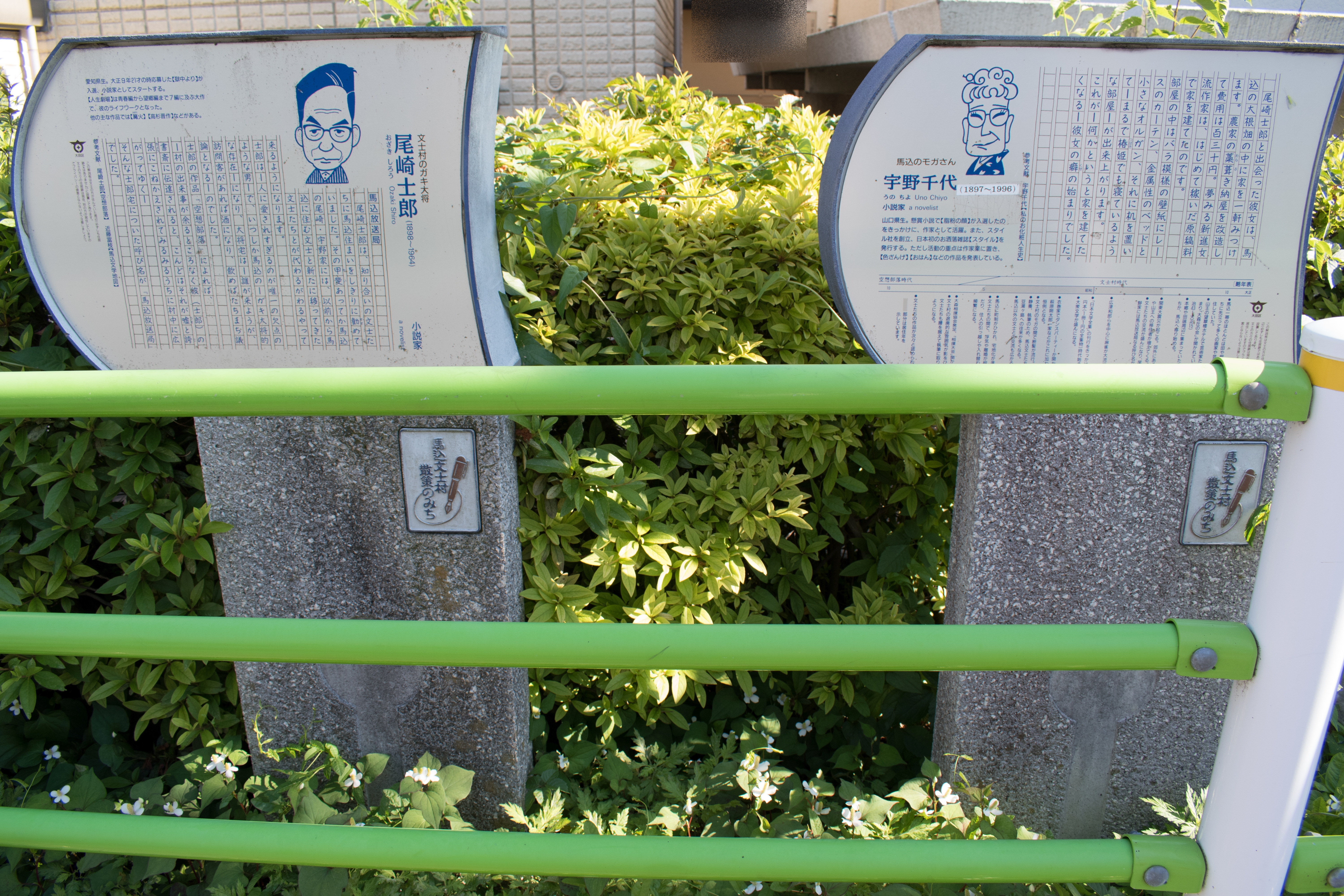
尾崎士郎・宇野千代（北緯35度35分12.62秒 東経139度42分47.61秒 / 北緯35.5868389度 東経139.7132250度）
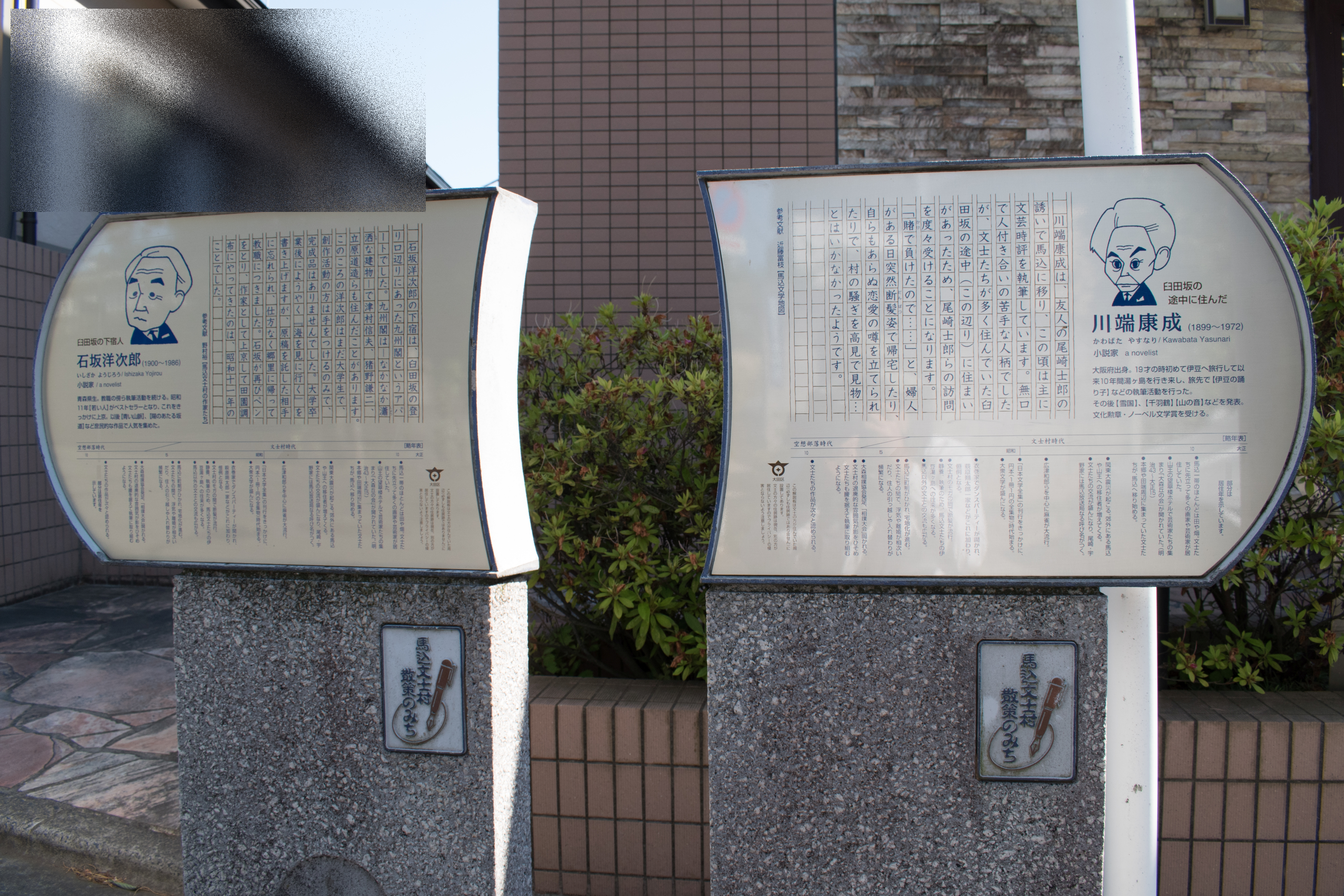
石坂洋次郎・川端康成（北緯35度35分02.16秒 東経139度42分59.71秒 / 北緯35.5839333度 東経139.7165861度）
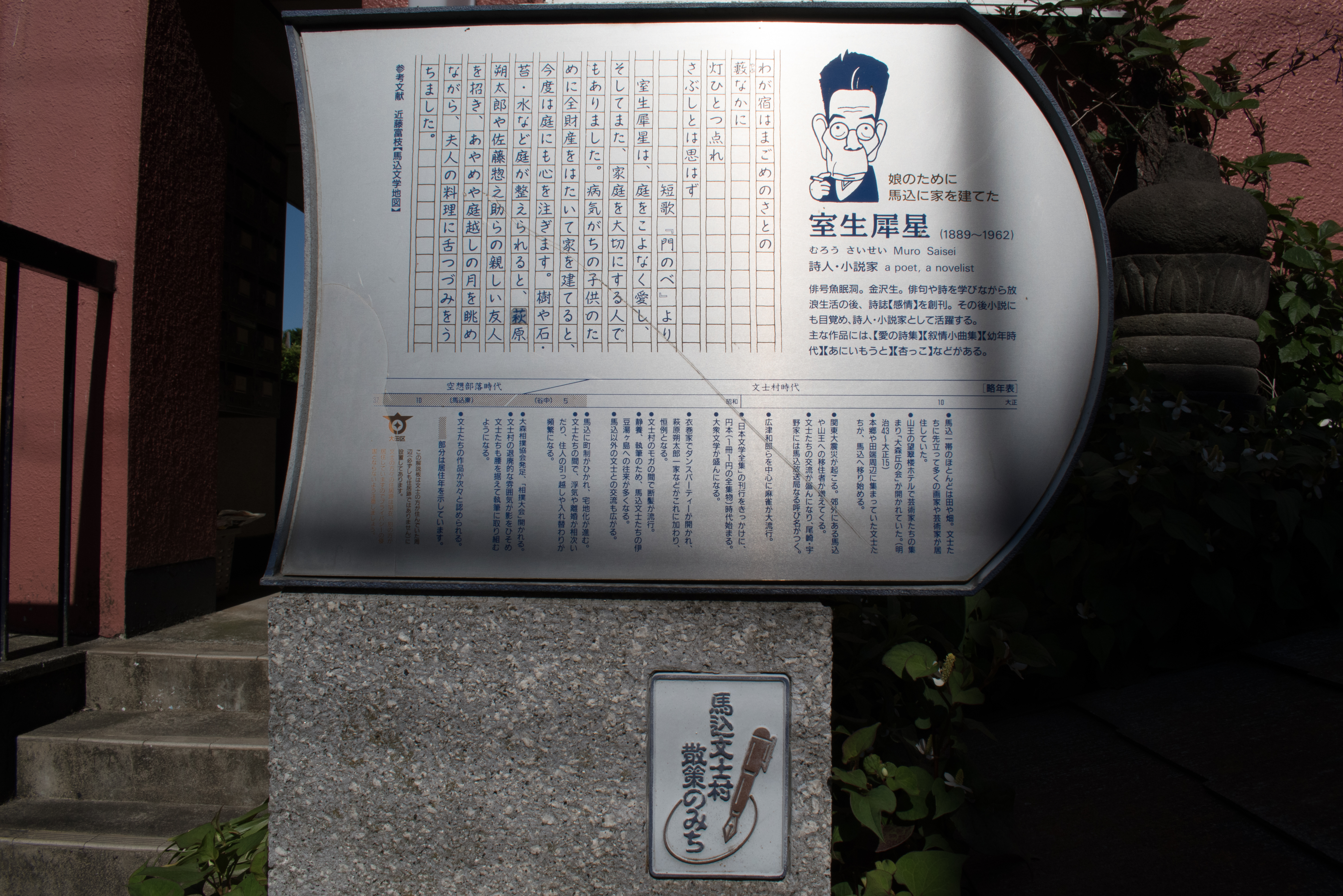
室生犀星（北緯35度35分23.72秒 東経139度42分46.11秒 / 北緯35.5899222度 東経139.7128083度）
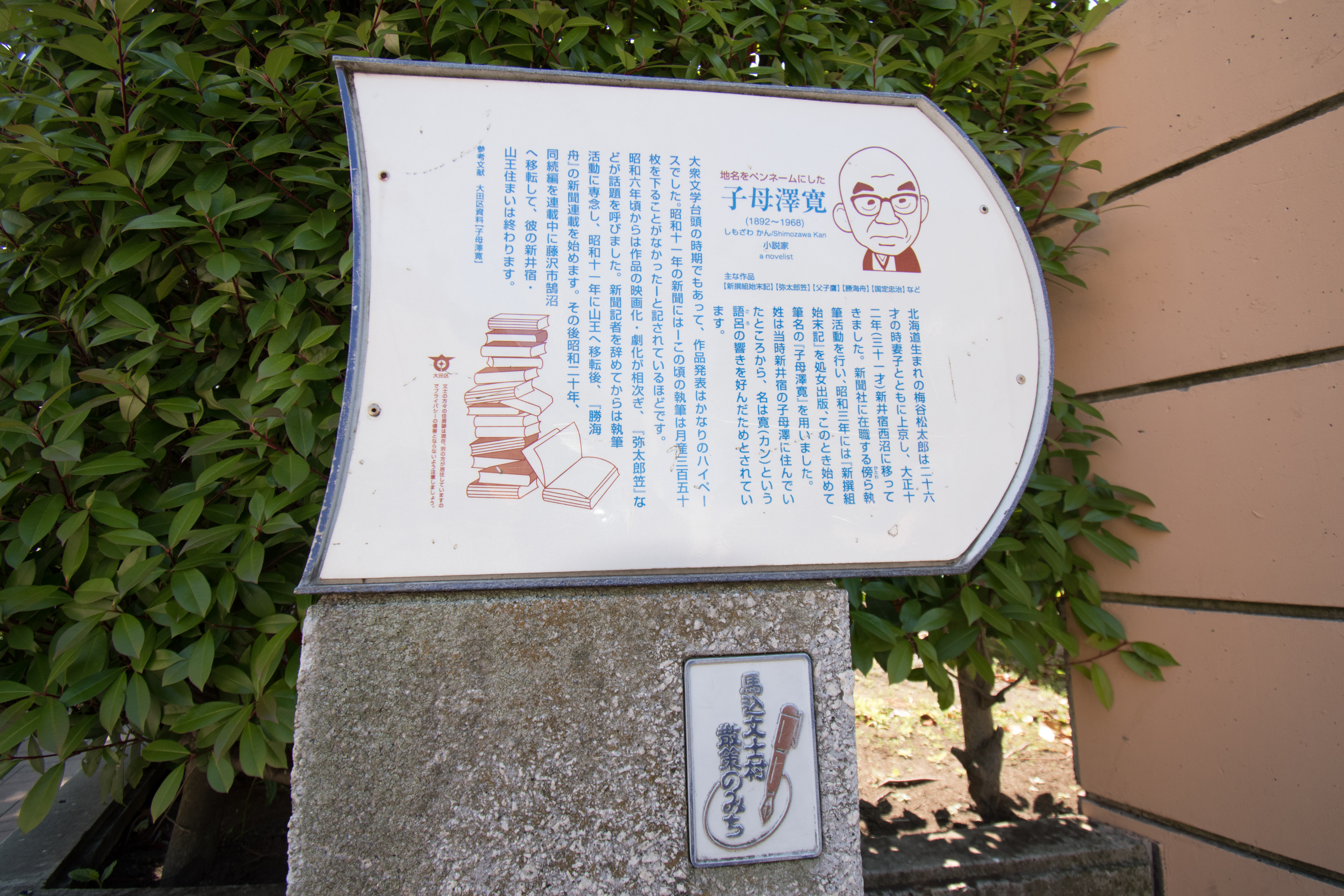
子母澤寛（北緯35度34分48.69秒 東経139度42分57.58秒 / 北緯35.5801917度 東経139.7159944度）
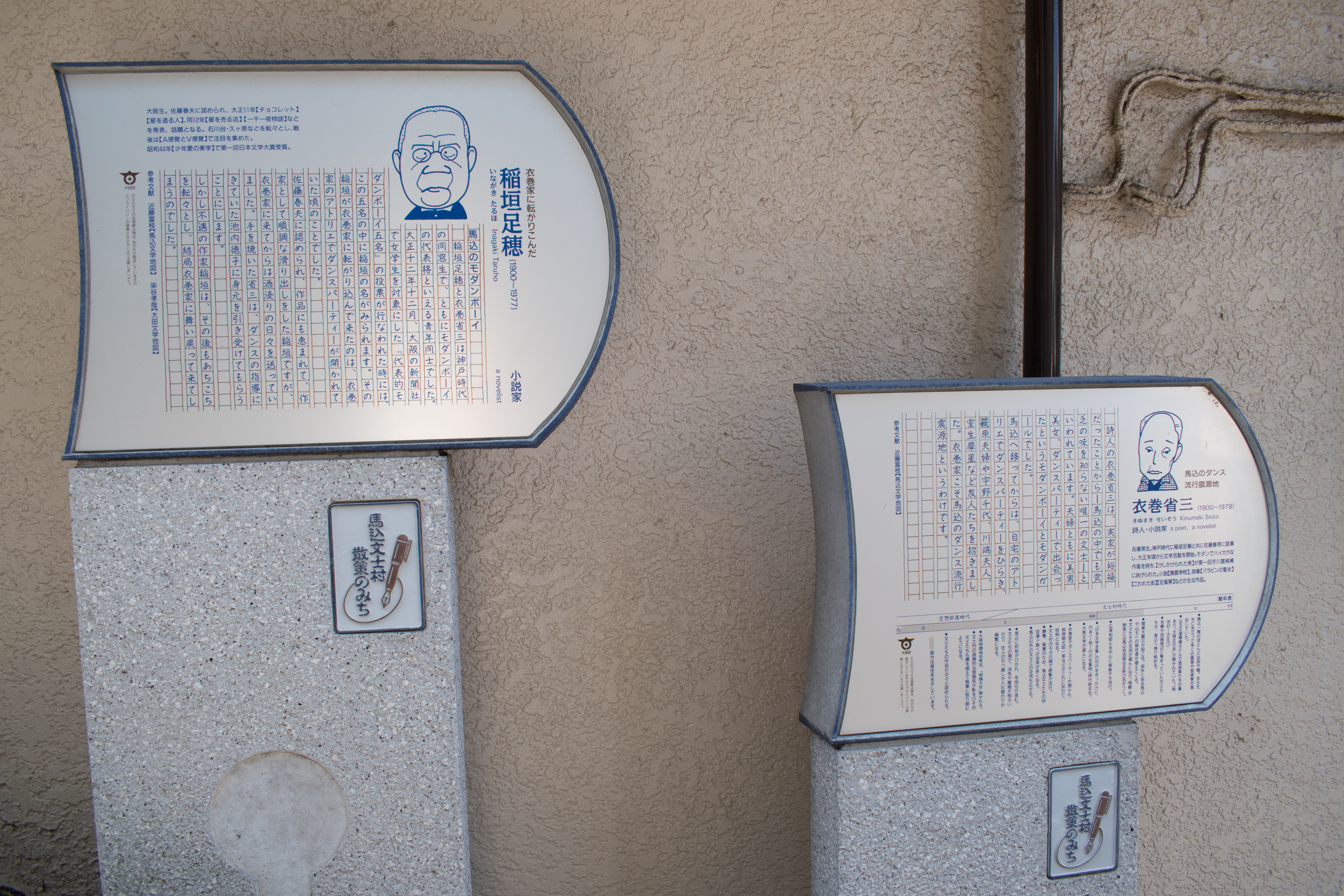
稲垣足穂・衣巻省三（北緯35度35分08.11秒 東経139度42分54.27秒 / 北緯35.5855861度 東経139.7150750度）
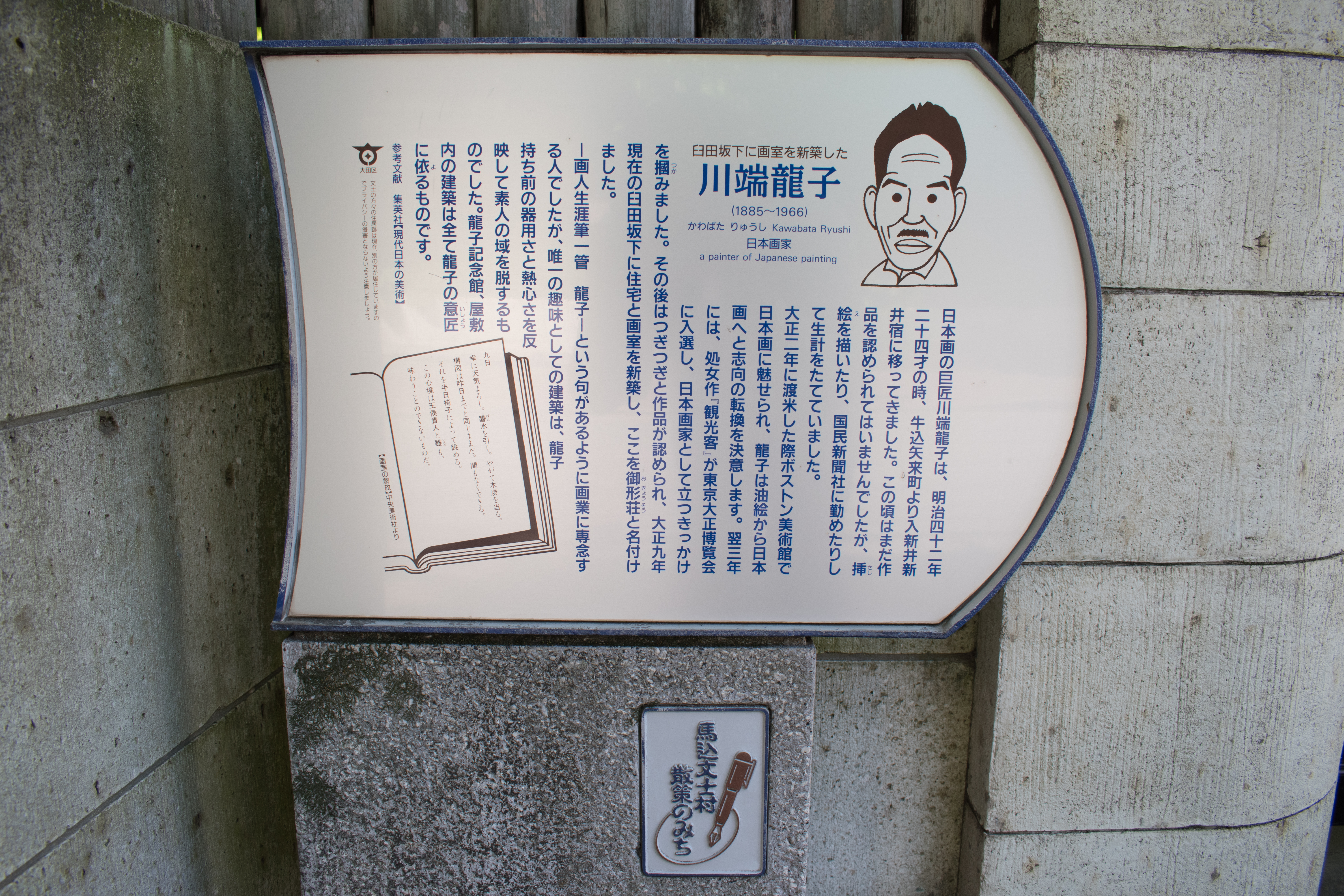
川端龍子（北緯35度34分57.48秒 東経139度42分56.44秒 / 北緯35.5826333度 東経139.7156778度）

- 北原白秋
- 三好達治
- 萩原朔太郎
- 山本周五郎
- 今井達夫
- 山本有三
- 吉田甲子太郎
- 小林古径
- 熊谷恒子
- 倉田百三
- 広津和郎
- 佐多稲子
- 吉屋信子
- 徳富蘇峰
- 三島由紀夫
- 他、多数

## 馬込文士村に関する著作

### 文学作品
- 尾崎士郎『空想部落』（朝日新聞社、1936年）
- 尾崎士郎『荏原郡馬込村』（1928年）
- 榊山潤『馬込文士村』（東都書房、1970年）
- 室生犀星『馬込日記』（1928年）

### 研究書
- 野村裕『馬込文士村の作家たち』（1984年）
- 近藤富枝『馬込文学地図』（講談社、1975年）
- 染谷孝哉『大田作家地図』（蒼海出版、1971年）
- 木村久邇典『山本周五郎 馬込時代』（福武文庫、1983年）
- 室生朝子『大森 犀星 昭和』（リブロポート、1988年）
- 大田区立郷土博物館 編『馬込文士村ガイドブック』大田区立郷土博物館、1989年
- 籠谷典子『東京10000歩ウォーキング』(No.26)「大田区馬込文士村コース―文学と歴史を巡る」（明治書院、2007年）
- 馬込文士村継承会 編『馬込文士村－馬込文士村誕生の背景－』（2012年）
- 大田区立郷土博物館 編『馬込文士村－あの頃、馬込は笑いに充ちていた－』大田区立郷土博物館、2014年。

## 馬込文士村の現在と関連施設施設
著名な作家が多く暮らした歴史は当地の誇りとなっている。都営地下鉄浅草線の西馬込駅前にある商店街は「馬込文士村商店会」を名称しており、毎年4月には「馬込文士村大桜まつり」が開かれる。また下記の大田区立施設は、文士達の資料を展示・所蔵している。
- 大田区立郷土博物館-施設内に馬込文士村に関する常設展示コーナーがある。
- 大田区立尾崎士郎記念館-尾崎士郎の旧宅を改修し記念館としたもの。自筆原稿などの展示もある。
- 大田区立池上梅園-馬込文士村の原型「大森丘の会」のメンバーだった伊東深水の旧居跡。現在は区立の梅園になっている。
- 大田区立龍子記念館-日本画家の川端龍子の作品を公開している。
- 大田区立山王草堂記念館-徳富蘇峰の旧居跡を記念館として改修して公開している。蘇峰に関する書籍の展示もある。隣接して蘇峰公園がある。
- 大田区立熊谷恒子記念館-女流かな書家の熊谷恒子の旧居跡が作品などを公開してある記念館となっている。
- 大田区立山王会館-施設内に馬込文士村に関する展示がある。
- 大田区立馬込図書館-区立図書館。一角に馬込文士村コーナーがある。

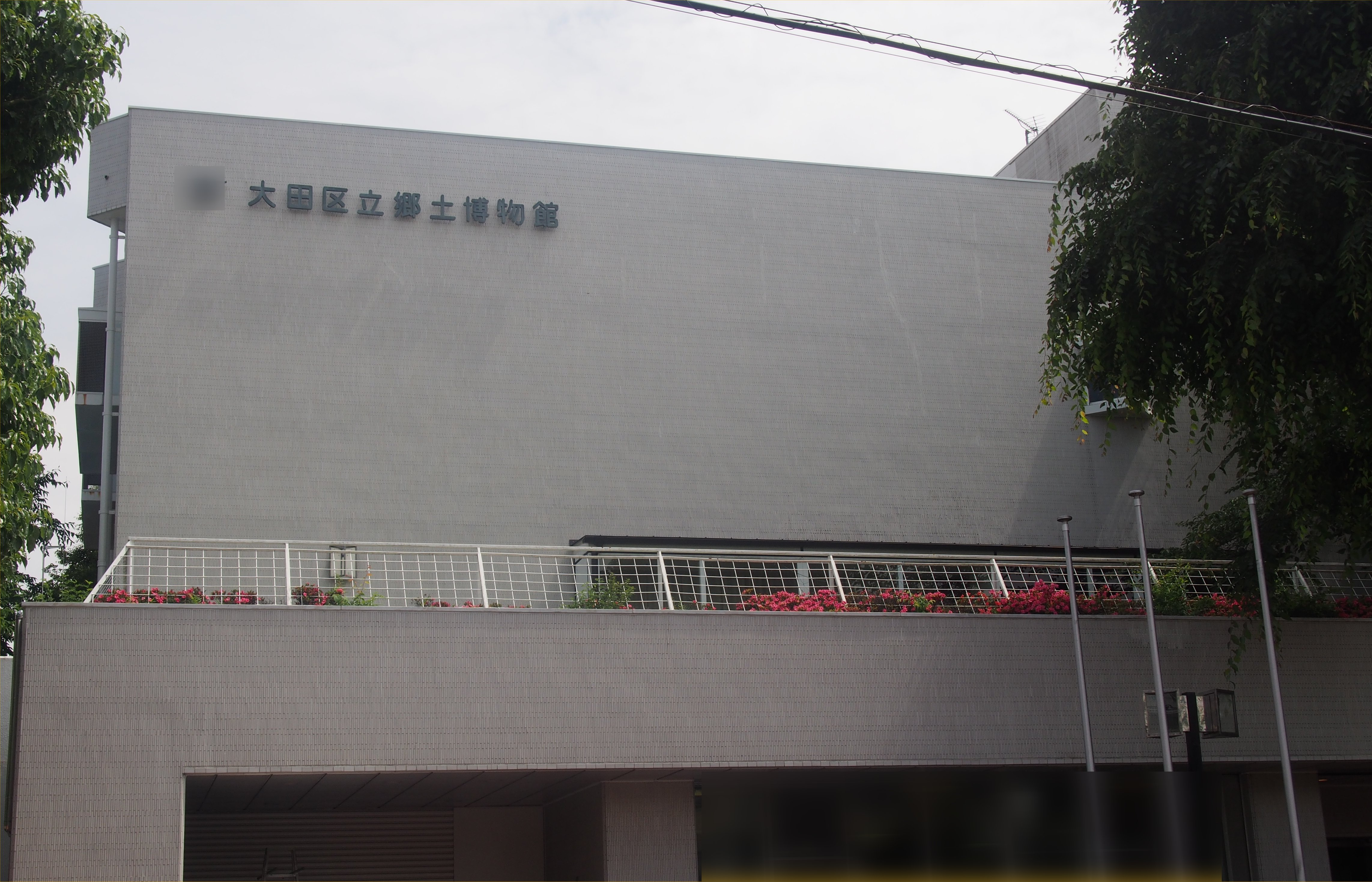
大田区立郷土博物館
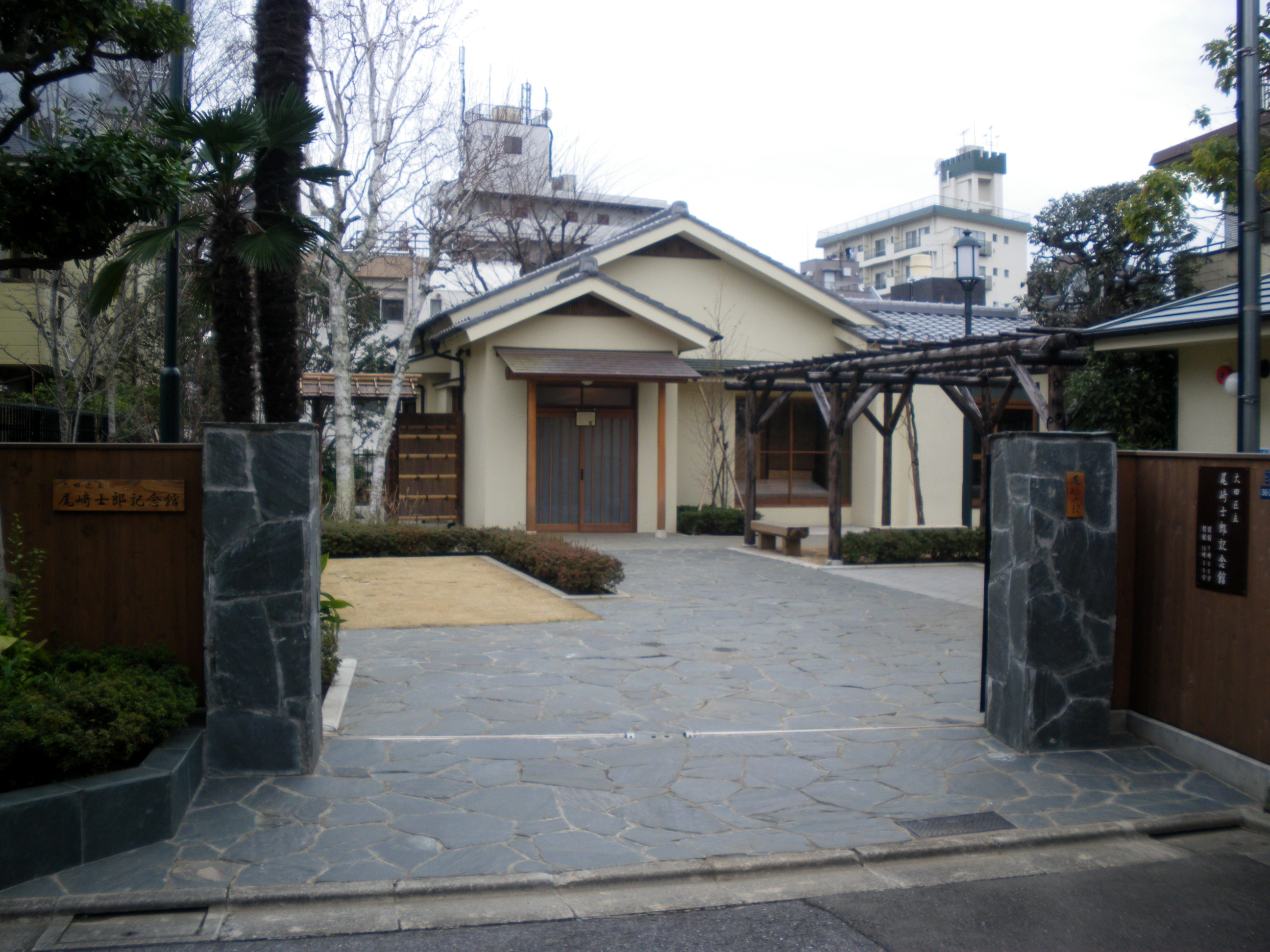
尾崎士郎記念館
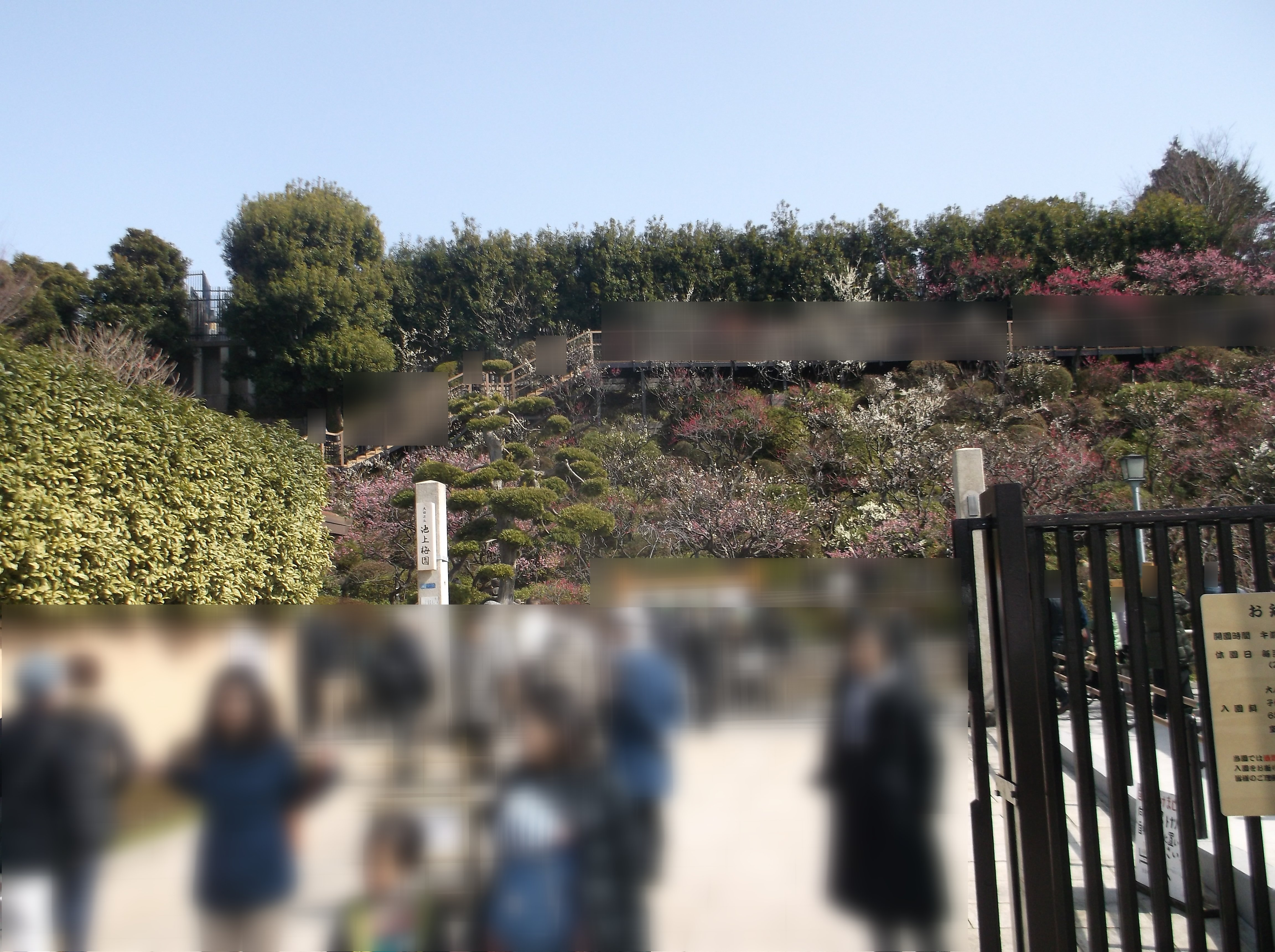
池上梅園
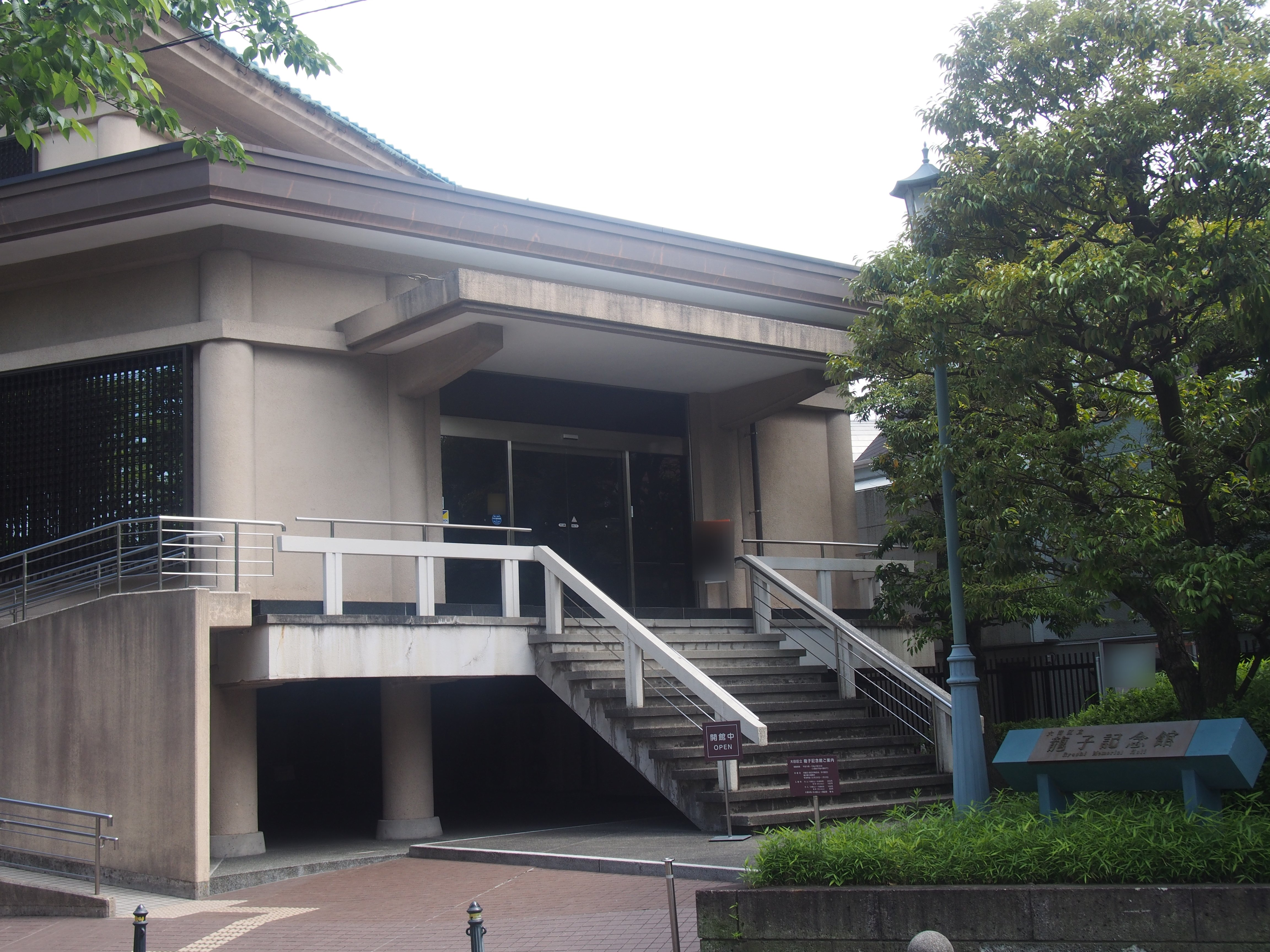
龍子記念館
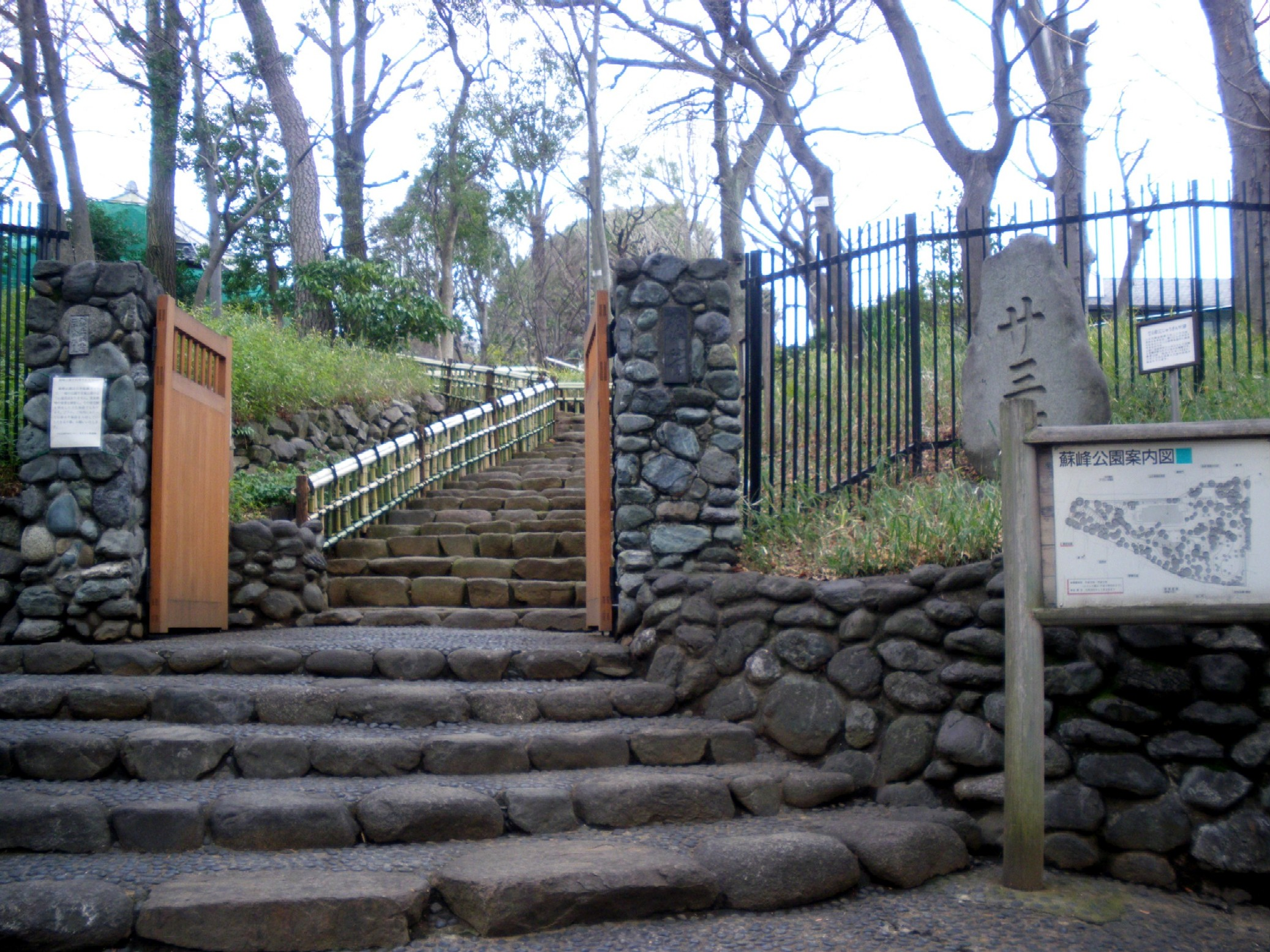
蘇峰公園(山王草堂記念館)
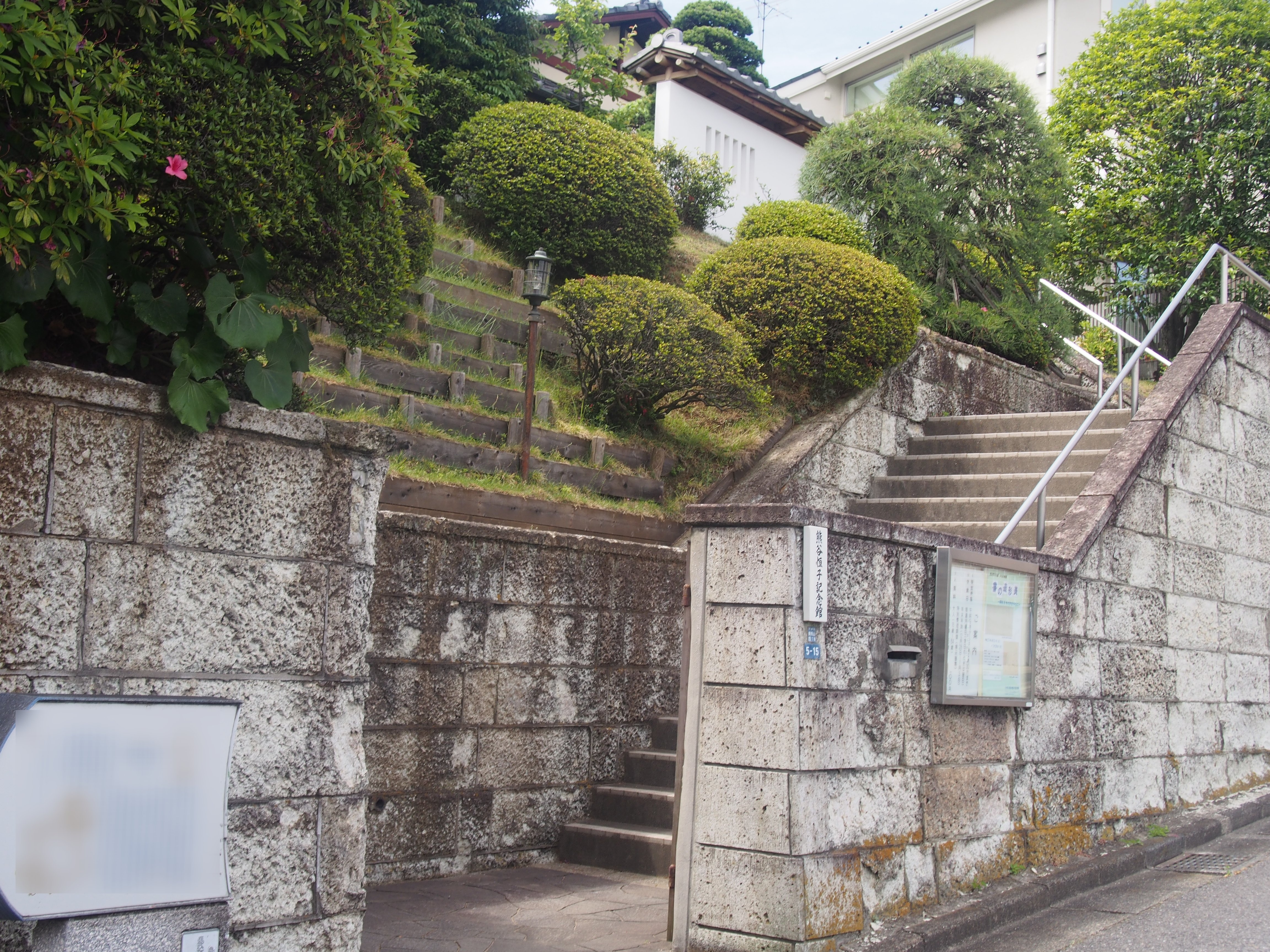
熊谷恒子記念館
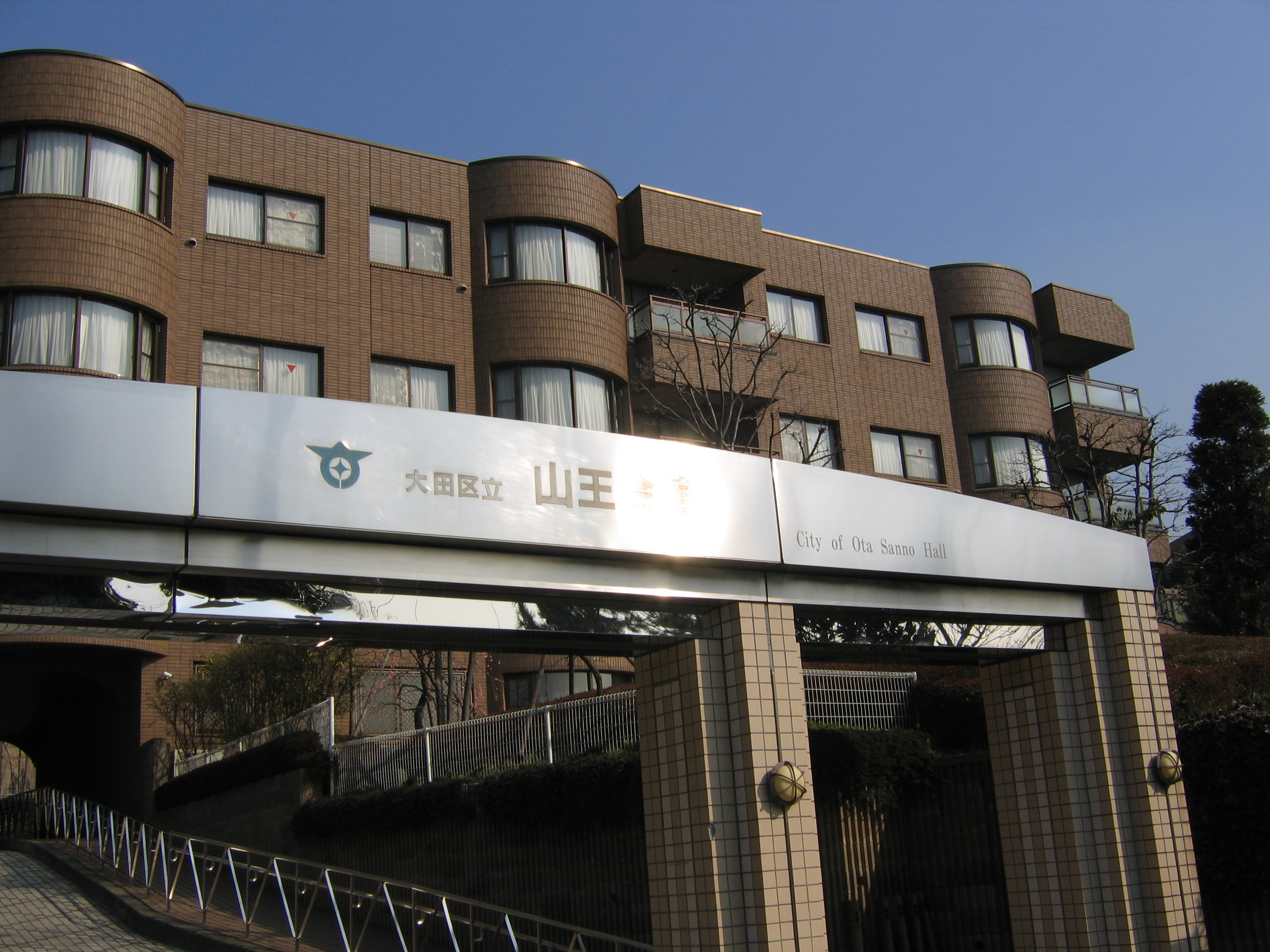
大田区立山王会館
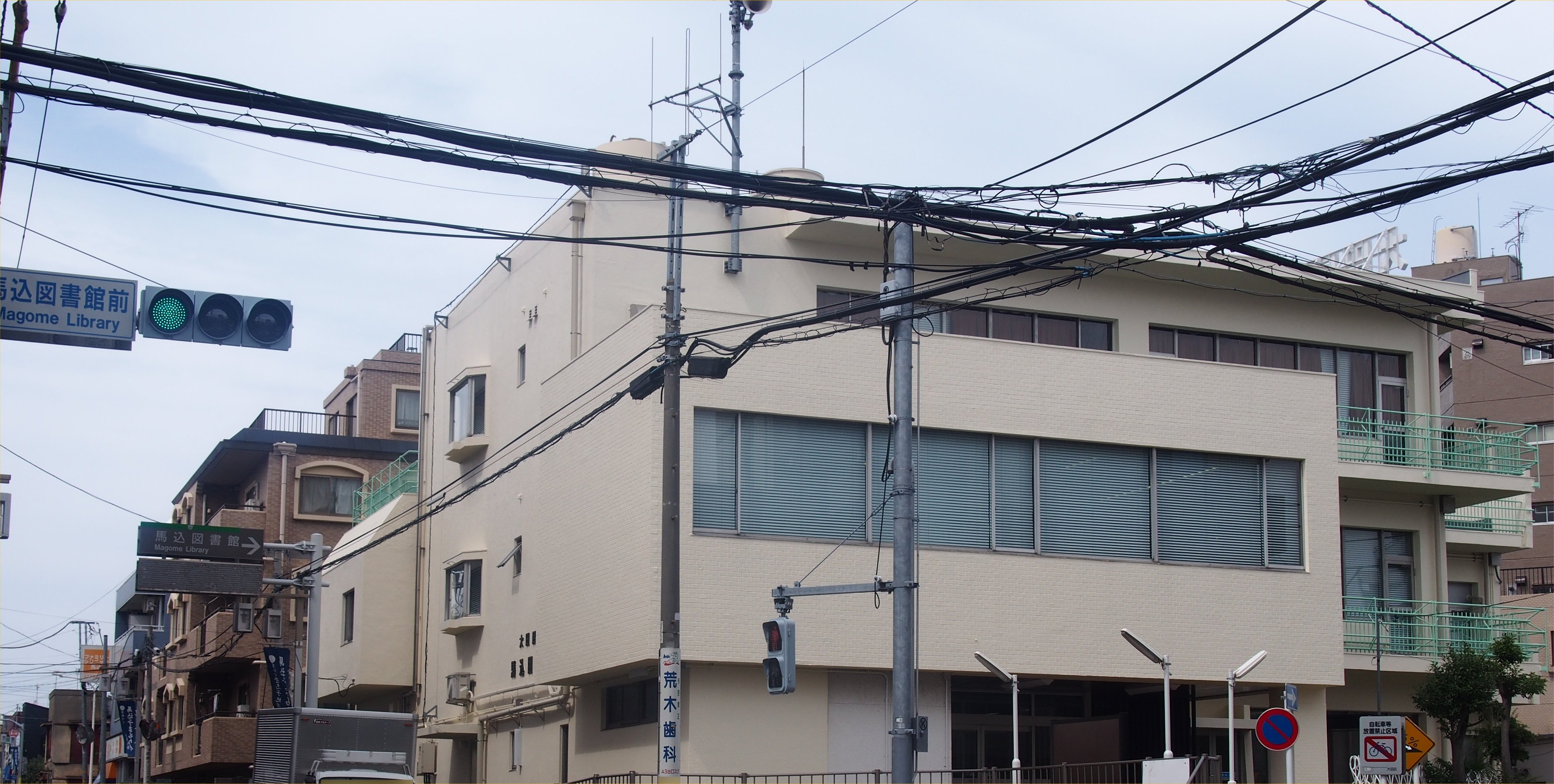
馬込図書館